# 拉维勒讷沃 (克勒兹省)
拉维勒讷沃（法語：La Villeneuve，法語發音：[la vilnœv]）是法国克勒兹省的一个市镇，属于欧比松区。

## 地理
拉维勒讷沃（45°53'55"N, 2°24'34"E）面积4.45 平方千米，位于法国新阿基坦大区克勒兹省，该省份为法国中部省份，位于法國中央高原西北部，北起安德尔省和谢尔省，西接维埃纳省，南至科雷兹省，东临多姆山省，东北与阿列省接壤。
与拉维勒讷沃接壤的市镇（或旧市镇、城区）包括：巴维尔、拉马济耶尔-欧邦索姆、圣巴尔、克罗附近圣奥拉杜。

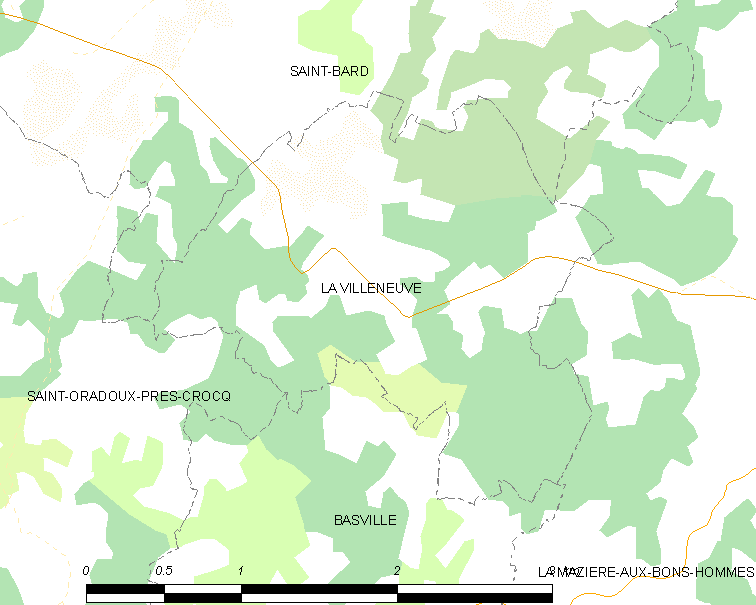
的OSM定位图

拉维勒讷沃的时区为UTC+01:00、UTC+02:00（夏令时）。

## 行政
拉维勒讷沃的邮政编码为23260，INSEE市镇编码为23265。

## 政治
拉维勒讷沃所属的省级选区为欧藏斯县。

## 人口

1962-2008年间人口变化图示

拉维勒讷沃于2022年1月1日时的人口数量为45人。